# Siphona martini
Siphona martini är en tvåvingeart som beskrevs av Andersen 1982. Siphona martini ingår i släktet Siphona och familjen parasitflugor.
Artens utbredningsområde är Sverige. Inga underarter finns listade i Catalogue of Life.